# Mistrzostwa Europy w Zapasach 1938
17. Mistrzostwa Europy w zapasach odbywały się w 1938 roku w Tallinnie w Estonii.

## Medaliści
| Konkurencja: | Złoto              | Srebro           | Brąz                |
| ------------ | ------------------ | ---------------- | ------------------- |
| -56 kg       | Väinö Perttunen    | Kurt Pettersén   | Ferdinand Schmitz   |
| -61 kg       | Kustaa Pihlajamäki | Egon Svensson    | Egil Solsvik        |
| -66 kg       | Lauri Koskela      | Heini Nettesheim | Gösta Andersson     |
| -72 kg       | Fritz Schäfer      | Rudolf Svedberg  | Antti Mäki          |
| -79 kg       | Ivar Johansson     | Georgs Ozoliņš   | Voldemar Roolaan    |
| -87 kg       | Axel Cadier        | Nikolai Karklin  | Werner Seelenbinder |
| +87 kg       | Johannes Kotkas    | John Nyman       | Mehmet Çoban        |

## Tabela medalowa
| Lp. | Państwo    | Złoto | Srebro | Brąz |
| --- | ---------- | ----- | ------ | ---- |
| 1   | Finlandia  | 3     | 0      | 1    |
| 2   | Szwecja    | 2     | 5      | 1    |
| 3   | III Rzesza | 1     | 1      | 2    |
| 4   | Estonia    | 1     | 1      | 1    |
| 5   | Łotwa      | 0     | 1      | 0    |
| 6   | Turcja     | 0     | 0      | 1    |
|     | Norwegia   | 0     | 0      | 1    |